# Galianthe canindeyuensis
Galianthe canindeyuensis là một loài thực vật có hoa trong họ Thiến thảo. Loài này được E.L.Cabral mô tả khoa học đầu tiên năm 1993.